# Sadhna (1958)
Sadhna ist ein Hindi-Film von Baldev Raj Chopra aus dem Jahr 1958.

## Handlung
Mohans Mutter hat den sehnlichsten Wunsch, endlich eine Schwiegertochter zu haben sowie Mohans Erfolg als Professor für die Hindi-Literatur. Deshalb bittet Mohan seinen schlauen Nachbarn Jeevan um Rat. Jeevan hat die Idee, eine Frau als "Schwiegertochter" einzustellen, so dass Mohans Mutter in Frieden sterben kann. So bleibt ihm nichts anderes als dem Vorschlag zuzustimmen.
Jeevan wendet sich an Champa, eine Kurtisane, die sich nur für Geld interessiert. Er stellt sie als Rajni vor. Mohan und dessen Mutter sind entzückt von ihr.
Nun lebt Champa als Rajni das Leben einer Ehefrau und lässt sich mehr und mehr dafür begeistern, während sie ihr Dasein als Kurtisane kritisch hinterfragt.
Als Mohan von ihrer wahren Identität erfährt, weist er sie verächtlich zurück. Trotzdem schafft es Champa, ihn für sich zu gewinnen, da es nicht ihre Wahl war, als Prostituierte zu arbeiten. Schließlich erfährt auch die Mutter von dem Geheimnis und kann sich nicht mit dem Gedanken anfreunden, eine Prostituierte als Schwiegertochter zu haben. Doch Mohan überzeugt seine Mutter, die dann ihre Entscheidung überdenkt und Champa als Schwiegertochter akzeptiert.

## Musik
| Songtitel                            | Sänger/in                  |
| ------------------------------------ | -------------------------- |
| Kahoji Tum Kya Kya Karidoge          | Lata Mangeshkar            |
| Aise Vaise Thikano Pe Jana Bura Hai  | Lata Mangeshkar            |
| Aaj Kyon Humse Parda Hai             | Mohammed Rafi, Balbir      |
| Tora Manwa Kyon Ghabraye Re (female) | Geeta Dutt                 |
| Tora Manwa Kyon Ghabraye Re (male)   |                            |
| Sambhal Ae Dil                       | Mohammed Rafi, Asha Bhosle |
| Aurat Ne Janam Diya Mardon Ko        | Lata Mangeshkar            |
| Muhabbat Badha Kar                   | Suraiya                    |
| Naam Tera Hai                        | Suraiya                    |

## Auszeichnungen
Filmfare Award 1959
- Filmfare Award/Beste Hauptdarstellerin an Vyjayantimala
- Filmfare Award/Beste Story an Mukhram Sharma

Nominierungen:
- Filmfare Award/Bester Film an B. R. Chopra
- Filmfare Award/Beste Regie an B. R. Chopra
- Filmfare Award/Beste Nebendarstellerin an Leela Chitnis
- Filmfare Award/Bester Liedtext an Sahir Ludhianvi für das Lied Aurat Ne Janam Diya Mardon Ko